# Het Noorderlicht (Het gouden kompas)
Het Noorderlicht is het eerste deel van de trilogie Het gouden kompas, geschreven door de Britse auteur Philip Pullman. De Engelse titel van de trilogie is His Dark Materials.
Het Noorderlicht werd voor het eerst uitgegeven in 1995. In Engeland heette het boek Northern Lights, maar deze titel werd veranderd in The Golden Compass voor de Amerikaanse markt. In 2007 is een film verschenen over dit boek, onder de titel The Golden Compass. Naar aanleiding hiervan heeft de Nederlandse uitgever de titels van het eerste boek en de trilogie omgedraaid.
In Engeland heeft het boek Het Noorderlicht in 1995 de Carnegie Medal, een Engelse prijs voor kinderboeken, gewonnen.
Het verhaal gaat over Lyra, een in Oxford wonende wees. Zij vlucht in het boek uiteindelijk van het Magisterium.

## Nederlandse uitgaven
1996Het boek werd in Nederland uitgegeven in 1996 bij Uitgeverij Bert Bakker te Amsterdam. De kaft is getekend door Herman Tulp, met een afbeelding van Lyra met de alethiometer in haar handen en op de achtergrond ijsschotsen, water, en een stad in de aurora.
Het ISBN-nummer van deze uitgave is ISBN 9035117905.
2001Nadat Uitgeverij Bert Bakker opging in Uitgeverij Prometheus, is de trilogie nog twee keer uitgegeven met een andere kaft. De uitgave van 2001 heeft een plaatje van de aurora op de voorkant en is overwegend blauw. In het midden van de kaft staat een horizontale rode balk met de naam van de schrijver, een klein plaatje van de alethiometer, de naam van de trilogie en de titel van het boek.
2005Op de kaft van de uitgave van 2005 staat aan de linkerzijde een lang wit gebouw met een lange rij kleine vierkante raampjes boven een lange rij hoge poorten. Aan de rechterkant staat een gebouw in het donker, en in de baan licht daartussen speelt een meisje met een hoepel. Achter het donkere gebouw zie je echter nog een donkere schaduw van een volwassene op de verlichte straat.
Het ISBN-nummer van deze uitgave is ISBN 9044606840.
2007In 2007 heeft Uitgeverij Prometheus naar aanleiding van de film The Golden Compass de titel van het boek en de titel van de trilogie gewijzigd. "Het gouden kompas" is nu de naam van het eerste boek van de trilogie "Het Noorderlicht". Op de kaft van deze uitgave staat een afbeelding van een meisje met een grote gepantserde beer. Deze afbeelding is in gespiegelde vorm terug te vinden op afbeelding van de dvd van de gelijknamige film. Op de achterkant van het boek staat het logo van de filmmaatschappij New Line Cinema.
Het ISBN-nummer van deze herziene druk is ISBN 9789044611120.

## Bewerkingen

### Film
Op 7 december 2007 ging de film Het Gouden Kompas in de Amerikaanse bioscopen in première. In tegenstelling tot wat de naam doet vermoeden, is deze film enkel gebaseerd op het eerste boek. Enkele bekende acteurs waaronder Daniel Craig en Nicole Kidman spelen mee in de film, de rol van Lyra wordt gespeeld door Dakota Blue Richards.

### Strip
Het noorderlicht werd bewerkt als een strip in drie delen, door scenarist Stéphane Melchior en tekenaar Clément Oubrerie, onder de titel Het gouden kompas. Het eerste deel van deze reeks werd bekroond als beste jeugstrip op het Stripfestival van Angoulême.